# Байкин, Алексей Романович
Алексей Романович Байкин (27 марта 1922, село Репное, Саратовская губерния — 30 марта 1997, Саратовская область) — командир миномётного расчета 173-го стрелкового полка (90-я стрелковая дивизия, 2-я ударная армия, 2-й Белорусский фронт), старший сержант.

## Биография
Алексей Романович Байкин родился в крестьянской семье в селе Репное Балашовского уезда Саратовской губернии (в настоящее время Балашовский район Саратовской области). Получил неполное среднее образование, работал в колхозе.
В декабре 1941 года Балашовским райвоенкоматом Саратовской области призван в ряды Красной армии. На фронтах Великой Отечественной войны с января 1942 года.
Приказом по 173-му стрелковому полку от 21 января 1944 года старший сержант Байкин за мужество и героизм в боях с немецко-фашистскими захватчиками был награждён медалью «За боевые заслуги» за то, что в боях 14—27 января 1944 года в ходе операции по полному прорыву блокады Ленинграда и по прорыву обороны противника в районе деревень Гостилицы и Дятлицы Ломоносовского района Ленинградской области.
В бою 14 июня 1944 года в районе деревни Каннаксен при прорыве второй оборонительной линии белофиннов, действуя смело и решительно ведя огонь из миномёта, в период форсирования реки Райволан-йоки, уничтожил расчёт 3-х 37-мм пушек противника и проделал 3 прохода в проволочных заграждениях и минных полях противника. Тем самым обеспечил выполнение боевого приказа первой стрелковой ротой и безостановочное преследование противника в глубине обороны. Приказом по 90-й стрелковой дивизии от 4 июля 1944 года он был награждён орденом Славы 3-й степени.
В бою 14—15 января 1945 года в районе деревни Дзержаново, Швелице (Польша), при прорыве сильно укреплённой обороны противника расчёт старшего сержанта Байкина проделал 3 прохода в проволочных заграждениях противника и этим дал возможность беспрепятственно двигаться нашей пехоте. При преследовании противника, действуя в боевых порядках пехоты, успешно отбил контратаку противника, при этом уничтожил 8 солдат противника. Был представлен к ордену Красной Звезды. Приказом по 90-й стрелковой дивизии от 22 февраля 1945 года старший сержант Байкин был повторно награждён орденом Славы 3-й степени. Указом Президиума Верховного Совета СССР от 27 марта 1965 года приказ был отменён, и Байкин был награждён орденом Славы 1-й степени.
Старший сержант Байкин в бою за сильно укреплённый пункт противника деревню Гросс Зибсау (Польша) 17 февраля 1945 года умело управлял огнём своего миномёта. Огнём его миномёта подавлен огонь одного станкового и 2-х ручных пулемётов противника, прикрывавших группу солдат противника, пытавшихся атаковать подразделения Красной армии. В бою за город Нойенбург 18 февраля 1945 года огнём из своего миномёта рассеял группу автоматчиков противника, пытавшихся разведать расположение пехоты. При этом было уничтожено: один ручной пулемёт и 7 солдат противника. Был представлен к ордену Красной Звезды. Приказом по 2-й ударной армии от 20 апреля 1945 года он был награждён орденом Славы 2-й степени.
Приказом по 90-й стрелковой дивизии от 8 мая 1945 года старший сержант Байкин был награждён медалью «За отвагу» за то, что в Польше в бою за станцию Ора 26 марта 1945 года огнём своего миномёта уничтожил 12 солдат и одного офицера противника, пытавшихся проникнуть в тыл наступающих подразделений, а также подавил пулемёт, мешавший продвижению пехоты.
Старшина Байкин был демобилизован в ноябре 1946 года. Вернулся на родину. Работал в колхозе. Затем по решению райкома партии был направлен на работу в Литву, помогать создавать там колхозы. Затем был направлен в Молдавию с аналогичным поручением. В 1954 году окончательно вернулся на родину. В 1956 году окончил курсы повышения главных бухгалтеров промышленности в городе Кинешма. Работал на разных предприятиях города Балашов.
В 1985 году в ознаменование 40-летия Победы он был награждён орденом Отечественной войны 1-й степени.
Скончался Алексей Романович Байкин 30 марта 1997 года.